# Петрово (Малоярославецький район)
Петрово (рос. Петрово) — присілок в Малоярославецькому районі Калузької області Російської Федерації.
Населення становить 9 осіб. Входить до складу муніципального утворення Присілок Захарово.

## Історія
Від 2004 року входить до складу муніципального утворення Присілок Захарово.

## Населення
| 2002 | 2010 |
| ---- | ---- |
| 8    | ↗9   |